# Victòria de Suècia
Victòria de Suècia (Estocolm, 14 de juliol de 1977) és la princesa hereva de Suècia i duquessa de Västergötland.
Va néixer a l'hospital Karolinska d'Estocolm. És la filla gran dels reis Carles XVI Gustau de Suècia i de Sílvia Sommerlath i de Toledo. El 1979, abolida la Llei Sàlica, se celebrà a la Sala del Tron del Palau Reial de Suècia, l'Acte de Successió que la titularia com a hereva al tron del seu país, per davant del seu únic germà baró, Carles Felip de Suècia.

## Formació
Amb cinc anys començà a anar a la llar d'infància de la parròquia de Västerled (1982-84). A finals d'agost entrà a l'escola primària de Smedslätts en Bromma on restaria fins acabà l'ensenyança bàsica. Posteriorment va fer dos anys de preparació de batxillerat en l'escola Ålsten en Bromma. A l'acabar ingressà a l'Institut de batxiller d'Enskilda, Estocolm, on va elegir estudis de Ciències i Estudis Socials. Se graduà en batxiller en juny de 1996. Passà aquell estiu de vacances en un curs d'intercanvi d'aprenentatge d'idiomes a Alemanya i als Estats Units. Llavors començaria per a ella un programa especial de treballs al Castell Reial d'Estocolm i en el Museu Nacional d'Antiguitats també a Estocolm.
Passà l'any acadèmica 1996-1997 en el Centre Internacional d'Estudis Francesos de la Universitat Catòlica de l'Ouest, en Angers (França) per millorar el seu francès. A la tardor de 1997 continuà amb la seva formació amb un programa especial en el parlament suèc, treballant en el Riksdag i posteriorment en Governació Estatal.
El 1998, Victòria de Suècia començaria a relacionar-se amb les Nacions Unides. Llavors també començaria a estudiar a la Universitat Yale (Estats Units) estudiant Ciències Polítiques i Història. En maig de 1999 entraria a treballar a l'Ambaixada de Suècia a Washington. Continuà durant la tardor de l'any 2000 amb estudis i formació a l'edifici de resolució de conflictes i de la Pau Internacional de les Nacions Unides fins al 2002. Per primavera de 2001 estudià la relació de la presidència suèca en la Unió Europea.
Continuà la seva formació amb nous programes especials en l'Agència Suèca de Cooperació Internacional pel Desenvolupament.
Així mateix faria pràctiques a Uganda i a Etiòpia.
D'ençà que tornà a viure habitualment a Suècia, la seva agènda professional s'ha anat augmentant. També passaria un temps en les oficines del Consell Comercial de Suècia a Berlín i a París.
A partir de la tardor de 2003 la princesa Victòria començaria la seva formació bàsica militar. A la primavera de 2005 treballaria en treballs d'ajuda internacional a Àsia. En 2005 va centrar els seus estudis i esforços en els estudis socials.
A partir de setembre de 2006, la princesa iniciaria el programa diplomàtic en el Ministeri d'Exteriors del govern suec.
Va participar en conferències, seminaris i treballs de grup. S'encarrega des de llavors de tractar directament amb diverses autoritats i institucions.